# راي فلاهرتي
راي فلاهرتي (بالإنجليزية: Ray Flaherty) هو لاعب كرة قدم أمريكية أمريكي، ولد في 1 سبتمبر 1903 في سبوكين في الولايات المتحدة، وتوفي في 19 يوليو 1994 في كويور دي أليني في الولايات المتحدة.

## وصلات خارجية
- راي فلاهرتي على موقعبيزبول رفرنس.كوم (الدوري الثانوي) (الإنجليزية)
- راي فلاهرتي على موقع مرجع كرة القدم المحترفة.كوم (الإنجليزية)
- راي فلاهرتي على موقع إن إن دي بي (الإنجليزية)